# Willy Dols

Verspreidingsgebied van de Sittardse diftongering (naar Dols, 1953)

Jan Willem Hubertus Marie (Willy) Dols (Sittard, 21 maart 1911 -  Schwesing, 5 november 1944) was een  Nederlands neerlandicus en begaafd taalkundige, die een nauwkeurige studie heeft gemaakt van de Sittardse diftongering. Hij kwam op jonge leeftijd om in een Duits dwangarbeiderskamp.

## Studie
Dols was van opleiding een historisch taalkundige, dialectoloog en fonoloog. Hij was een leerling van de Nijmeegse hoogleraar Jac. van Ginneken aan de Katholieke Universiteit Nijmegen. Hij gold als een briljant student en publiceerde al tijdens zijn studie diverse stukken. Ook doken er meerdere inzendingen van hem op in het tijdschrift Onze Taal.
Al voor zijn cum laude afstuderen in 1938  werd er voor hem een universitaire betrekking in het buitenland gezocht, eerst door Van Ginneken in Estland (Tartu) - waar Dols een professoraat in de germanistiek kon krijgen -, vervolgens door Nicolaas van Wijk, die hem een lectoraat Nederlands aanbood aan de universiteit van Praag. Vanwege het politieke klimaat - Dols mocht van de Nederlandse regering niet meer afreizen -  en het uitbreken van de Tweede Wereldoorlog, die tot sluiting van de universiteiten leidde - werd een streep door deze plannen gehaald. 

## Leraarschap
Tijdens de oorlog was Dols leraar Nederlands in zijn geboorteplaats. Hij bleef intussen aan zijn proefschrift over het Sittardse dialect werken, waarvoor hij tijdens fietstochten en in het Sittardse stadsarchief gegevens verzamelde. Hij publiceerde daarnaast andere dingen, zoals een bespreking van een gedicht van de Limburger Arnold Sauwen in het nationaalsocialistisch georiënteerde Limburgse tijdschrift Frankenland. Met het oog op zijn eigen emeritaat in 1947 bepaalde Dols' leermeester Van Ginneken in het voorjaar van 1944 nog dat Dols zijn opvolger moest worden op de leerstoel Algemene taalkunde. Daarop besloot Dols zijn proefschrift in de zomervakantie van 1944 tot voltooiing te brengen. Daarbij kwam het goed van pas, dat die zomervakantie met twee weken werd verlengd.

## Het drama-Putten
Hij trok eind augustus naar het gezin van zijn zus in Arnhem, want dat was in de buurt van Nijmegen, waar hij zou gaan afstuderen.  Misschien wilde hij bovendien ontkomen aan een dreigende Arbeitseinsatz in Duitsland. Ook daar zat hij echter niet lang rustig, want bij de operatie Market Garden moest de stad worden geëvacueerd. De Slag om Arnhem zou er losbarsten. Hij kwam op de Veluwe een gezin met vijf jonge kinderen tegen, waarvan de vader - de latere kinderboekenschrijver Carel Beke - op dat moment ernstig ziek was. 
Zij kwamen op 28 september terecht in Putten op de Veluwe. Dat zou Dols' ondergang betekenen. Uitgerekend in dit dorp voerden de Duitsers in de nacht van 30 september op 1 oktober als represaille een razzia uit, nadat verzetsmensen een aanslag hadden gepleegd op Duitse officieren. Alle 661 mannen en jongens in Putten werden opgepakt en naar werkkampen in Duitsland gebracht. Meer dan 80% zou daarbij het leven laten, onder wie Willy Dols. Carel Beke zelf werd vanwege zijn lichamelijke gesteldheid door de Duitsers achtergelaten in Putten. Voordat Dols werd afgevoerd, wist hij aan Carel Bekes vrouw nog een aktetas met daarin het manuscript van zijn proefschrift te overhandigen. Na de oorlog droegen de Bekes dit weer over aan Dols' familie.

## Husum-Schwesing
Dols kwam vanuit Neuengamme terecht in het Noord-Duitse concentratiekamp Husum-Schwesing in Engelsburg nabij Husum, in de Noord-Friese gemeente Schwesing, aan de westkust van Sleeswijk-Holstein. Daar was in een leegstaand barakkenkamp aan de spoorlijn Husum - Flensburg op 26 september een buitenkamp van Neuengamme in gebruik genomen, het Zivilarbeiterlager (dwangarbeiderskamp) Husum-Schwesing, dat slechts drie maanden heeft bestaan. Een veel te groot aantal van 1500 gevangenen van Neuengamme was er ondergebracht, terwijl het bestemd was geweest voor 400 personen.  In totaal zijn daar in drie maanden 2500 gevangenen uit 14 landen gevangen geweest. Willy Dols overleed in het kamp Husum-Schwesing op 5 november aan dysenterie.

## Postuum
Dols ligt begraven op het Nederlands ereveld te Lübeck.
Zijn proefschrift werd uiteindelijk negen jaar na zijn dood alsnog persklaar gemaakt door de met hem bevriende classicus en studiegenoot J.C. van de Bergh, en uitgegeven met steun van de KNAW.
Dols' naam wordt vermeld op de gedenkplaat voor de ten gevolge van de oorlog omgekomen leden van de academische gemeenschap van de Rooms Katholieke Universiteit te Nijmegen. In de Sittardse wijk Stadbroek is een straat naar hem genoemd.

## Verdere literatuur
- Wolfgang Benz, Barbara Distel (Hrsg.): Der Ort des Terrors. Geschichte der nationalsozialistischen Konzentrationslager. Band 5: Hinzert, Auschwitz, Neuengamme. Beck-Verlag, München 2007, ISBN 3-406-52965-8.
- Uwe Danker, Nils Köhler, Eva Nowottny, Michael Ruck (Hrsg.): Zwangsarbeitende im Kreis Nordfriesland 1939–1945., Verlag für Regionalgeschichte, 2004, ISBN 3-89534-552-0.
- Klaus Bästlein (Hrsg.): Das KZ Husum-Schwesing Aussenkommando des Konzentrationslagers Neuengamme; Materialien zu einem dunklen Kapitel nordfriesischen Geschichte., Nordfriisk Instituut; Nr. 73, 1983, ISBN 3-88007-118-7.
- Olde Lorenzen: Macht ohne Moral-Vom KZ Husum-Schwesing zum Mahnmal für die Opfer., Verlag Boyens, 2002, ISBN 3-80420-685-9